# Aneflomorpha longispina
Aneflomorpha longispina är en skalbaggsart som beskrevs av Chemsak och Noguera 2005. Aneflomorpha longispina ingår i släktet Aneflomorpha och familjen långhorningar. Inga underarter finns listade i Catalogue of Life.